# Ľudovít Ódor
Ľudovít Ódor, maďarsky Ódor Lajos, (* 2. července 1976 Komárno) je slovenský ekonom a vysokoškolský pedagog maďarské národnosti, od května do října 2023 byl předsedou tzv. úřednické vlády nestranických odborníků, která zemi dovedla k předčasným parlamentním volbám v září 2023. Podílel se na několika významných ekonomických reformách, byl poradcem ministra financí Ivana Mikloše a premiérky Ivety Radičové. Od roku 2006 působil v různých pozicích v rámci Národní banky Slovenska, od roku 2018 až do svého jmenování premiérem byl jejím viceguvernérem. Od července 2024 je poslancem Evropského parlamentu zasedajícím ve frakci Obnovme Evropu za hnutí Progresívne Slovensko.

## Život
Narodil se 2. července 1976 v jihoslovenském Komárně. Je maďarské národnosti (někdy používal maďarský tvar jména Lajos Ódor), navštěvoval základní a střední školu s vyučovacím jazykem maďarským a slovenštinu si dostatečně zdokonalil teprve během vysokoškolského studia. V roce 1999 absolvoval magisterské studium matematiky a managementu na Matematicko-fyzikální fakultě Univerzity Komenského v Bratislavě. Po skončení studia nastoupil v dubnu 1999 na pozici analytika finančních trhů v Československé obchodní bance, kde pracoval dva roky. Následně se stal ekonomem Slovenské ratingové agentury a po téměř dvou letech nastoupil do státní správy na pozici hlavního ekonoma Ministerstva financí SR a ředitele Institutu finanční politiky.
V lednu 2006 se stal členem bankovní rady Národní banky Slovenska (NBS) a výkonným ředitelem pro výzkum. Od září 2010 do dubna 2012 byl poradcem premiérky Ivety Radičové a ministra financí Ivana Mikloše. V září 2015 se stal místopředsedou Sdružení nezávislých fiskálních rad v Evropské unii a tento post zastával do října 2017. Poté byl rok a měsíc členem dozorčí rady Slovenské sporiteľně a do února 2018 členem Rady pro rozpočtovou odpovědnost. Dne 20. února 2018 byl jmenován viceguvernérem NBS. Dne 15. května 2023 byl prezidentkou Zuzanou Čaputovou jmenován do čela dočasné vlády nestranických odborníků, která nahradila vládu Eduarda Hegera a vládla do jmenování čtvrté vlády Roberta Fica.
Je spoluzakladatelem Institutu finanční politiky (odborný orgán ministerstva financí), Rady pro rozpočtovou odpovědnost a Útvaru hodnoty za peníze. Svou činností přispěl k zavedení rovné daně, reformě řízení veřejných financí, strategií zavedení eura na Slovensku, tzv. zákona o dluhové brzdě a reformě prvního a druhého pilíře důchodového systému. Byl členem několika komisí, výborů a klubů zabývajících se ekonomickými otázkami a přednášel na ekonomických fórech. Od ledna 2016 je hostujícím profesorem na Středoevropské univerzitě. Je autorem či spoluautorem řady článků a odborných monografií, dále napsal populárně naučné knihy Ekonómia z nadhľadu (2007), Krízonómia z nadhľadu (2009), Investovanie z nadhľadu (2015) a Rýchlokurz geniality (2022), která se na Slovensku stala bestsellerem. 
Na tiskové konferenci v lednu 2024 spolu s předsedou hnutí Progresívne Slovensko Michalem Šimečkou oznámil, že ve volbách do Evropského parlamentu povede kandidátku tohoto hnutí. Do hnutí ale ani po volbách nevstoupil.
Vedle rodné maďarštiny ovládá slovenštinu a angličtinu. Je ženatý a má dvě děti.

## Publikace

### Monografie
- ÓDOR, Ľudovít; KOHÚTIKOVÁ, Katarína. Základné makroekonomické proporcie vývoja ekonomiky Slovenska v roku 2003 z pohľadu podnikov. 1. vyd. Bratislava: [s.n.], 2003. 77 s. ISBN 80-89105-07-6. (slovensky)
- BEBLAVÝ, Miroslav; COBHAM, David; ÓDOR, Ľudovít. The Euro Area and the Financial Crisis. [s.l.]: Cambridge University Press 372 s. ISBN 978-1-107-01474-9. (anglicky)
- ÓDOR, Ľudovít. Rethinking Fiscal Policy after the Crisis. [s.l.]: Cambridge University Press, 2017. 638 s. ISBN 978-1-107-16058-3. (anglicky)

### Populárně naučné knihy
- ÓDOR, Ľudovít. Ekonómia z nadhľadu : alebo 50 zamyslení nielen pre ekonómov. 1. vyd. Bratislava: Trend Holding, 2007. 187 s. ISBN 978-80-968853-7-4. (slovensky)
- ÓDOR, Ľudovít. Krízonómia z nadhľadu : alebo trochu recesie v časoch recesie. 1. vyd. Bratislava: Trend Holding, 2009. 203 s. ISBN 978-80-89357-03-1. (slovensky)
- ÓDOR, Ľudovít. Investovanie z nadhľadu : alebo na ceste k nižším dlhom. 1. vyd. [s.l.]: Trend Holding, 2015. 2015 s. ISBN 978-80-89357-11-6. (slovensky)
- ÓDOR, Ľudovít. Rýchlokurz geniality : 42 otázok a odpovedí, ktoré vám pomôžu pochopiť dnešný svet. 1. vyd. Bratislava: N Press, 2022. 655 s. ISBN 978-80-8230-091-1. (slovensky)